# Ytvåg
En ytvåg är en mekanisk vågrörelse i gränsytan mellan två medier som är bunden till denna yta. Det kan vara en våg mellan två vätskor med olika densitet, s.k. interna vågor. Vattenvågor är ett annat exempel på en ytvåg som bildas mellan atmosfären och vattnet. Inom seismologi studerar man jordrörelser som kan vara ytvågor eller volymvågor, se seismisk våg.